# Ландорми, Поль
Поль Ландорми (фр. Paul Landormy; 3 января 1869, Исси-ле-Мулино — 17 ноября 1943, Париж) — французский музыковед

 и музыкальный критик.

## Биография
Окончил Высшую нормальную школу, преподавал философию. Изучал вокал под руководством певцов Поля Плансона и Джованни Сбрилья. Как музыкальный критик и редактор музыкального отдела сотрудничал с газетами Figaro, Le Temps и др. Отличался острым интересом ко всему новому в музыкальном искусстве и к поиску музыки, выражающей дух текущего момента, поддерживал композиторов «Шестёрки».
Опубликовал общий очерк истории музыки (1910, 3-е издание 1923), книги об Иоганнесе Брамсе (1920), Франце Шуберте (1928), Жорже Бизе (1929), Альбере Русселе (1938), Кристофе Виллибальде Глюке (1941) и Шарле Гуно (1942). Последней работой Ландорми стала трёхтомная «Французская музыка» (фр. La musique française; 1943—1944).